# Soul Sacrifice (jeu vidéo)
Pour les articles homonymes, voir Soul Sacrifice.
Soul Sacrifice (ソウル・サクリファイス, Souru Sakurifaisu) est un jeu vidéo développé par Marvelous AQL et Japan Studio pour PlayStation Vita sorti le 7 mars 2013 au Japon, le 30 avril aux États-Unis et le 1er mai en Europe. Le concept est créé par Keiji Inafune, connu pour être le co-designer de Megaman.
Le cœur du jeu se base sur la capacité à sacrifier les parties du corps du personnage ou des objets dans le but de créer des attaques dévastatrices (soit en sacrifiant une partie de notre corps qui nécessitera alors une grande compensation pour être restauré et/ou en lançant des sorts dont la charge est limitée mais qui peuvent être facilement restauré.). Il n'y a pas de système de "classe" mais seulement plusieurs types de sort pouvant changer la façon d'appréhender le jeu (arme, obus, mutation etc.). Les sacrifices de notre corps seront marqués de façon permanente sur le personnage, ce qui signifie qu'ils ne seront pas une ressource infinie pouvant être exploitée (sauf en restaurant la partie du corps sacrifié avec de la "Lacrima", une monnaie que l'on obtient au fil du temps mais dont le prix sera de plus en plus élevé à mesure que l'on sacrifie des parties de notre corps de manière répété).
Le tout repose sur un système de contrepartie, exemple : en sacrifiant la peau, la défense est réduite de moitié mais l'attaque est dévastatrice.
Une version élargie du jeu, intitulée Soul Sacrifice Delta, a été annoncée lors du TGS 2013, et a été lancée au Japon le 6 mars 2014, en Amérique du Nord le 13 mai 2014, et en Europe le 14 mai 2014, pour la PlayStation. Vita.

## Histoire
Le principal protagoniste de Soul Sacrifice est l'un des spectateurs innocents qui ont été asservis par un sorcier puissant et cruel connu sous le nom de Magusar, qui absorbe les sacrifices humains pour rester immortel. Juste avant que le protagoniste ne soit sacrifié, un livre parlant apparaît devant lui. Le livre, intitulé Librom, est une collection d'histoires qui décrivent les combats passés entre un sorcier (que l'on incarne grâce au livre) et Magusar. Le personnage du joueur est capable d'entrer dans le monde du livre et d'expérimenter les combats dans des événements connus sous le nom de quêtes fantômes, gagnant ainsi l'expérience et la puissance nécessaires pour vaincre Magusar. Au fur et à mesure que l'on avance dans les quêtes le livre dévoile comment Magusar en est arrivé là, son passé etc.
Les quêtes sont variées, allant de la chasse aux monstres aux boss, et selon ce que choisi le joueur, (sauver ou sacrifier le boss une fois vaincu), les quêtes peuvent changer. De plus sauver un boss permet de l'avoir en allié et ainsi combattre avec lui dans d'autres quêtes fantôme.
Les sorts acquis en jeu en parcourant les quêtes sont ainsi récupérés en sacrifiant Librom pour combattre Magusar dans le "Monde réel". Il y a aussi un système de niveau de "Magie" et de "Vie", (allant de 1 à 99) que le joueur peut décider d'augmenter (en sacrifiant ou en sauvant) et qui influe sur l'attaque (la puissance de ses sort) et l'autre sur la défense du personnage (sa capacité à encaisser). La répartition du niveau de vie et de magie se fait en fonction des envies du joueur.
Le jeu a deux fins, selon que le joueur sauve ou sacrifie Magusar après sa défaite. Il y a aussi une troisième fin qui se produit si le joueur bat Magusar avant de terminer toutes les histoires principales de Librom.P.